# 飛鳥井雅俊
飛鳥井 雅俊（あすかい まさとし、寛正3年〈1462年〉 - 大永3年4月11日〈1523年5月25日〉）は、戦国時代の公卿、歌人。飛鳥井雅親の子。

## 生涯
家職をつぎ、足利将軍家の和歌、蹴鞠の師範をつとめる。地方の武人にも教え、周防大内氏と親交があった。父の講釈を『古今栄雅抄』としてまとめた。永正12年（1515年）権大納言、永正14年（1517年）正二位に進む。家集に『園草』『飛鳥井雅俊卿集』など。法名は敬雄。

## 系譜
- 父：飛鳥井雅親（1417-1491）
- 母：不詳
- 妻：善法寺享清の娘
  - 男子：飛鳥井雅綱（1489-1571）
- 生母不明の子女
  - 男子：行雅 - 浄名坊、阿闍梨